# يوجينة روكسبورية
أوجينيا روكسبورية (الاسم العلمي:Eugenia roxburghii) هي نوع من النباتات تتبع جنس الأوجينيا من الفصيلة الآسية.